# Cetiosauridae
Cetiosauridae („cetiosauridi“; „velrybí ještěři“) je čeleď sauropodních dinosaurů, žijících v období střední až svrchní jury (asi před 175 až 150 miliony let miliony let) na území dnešní Velké Británie a argentinské Patagonie. Taxon byl formálně stanoven britským paleontologem Richardem Lydekkerem v roce 1888.

## Popis

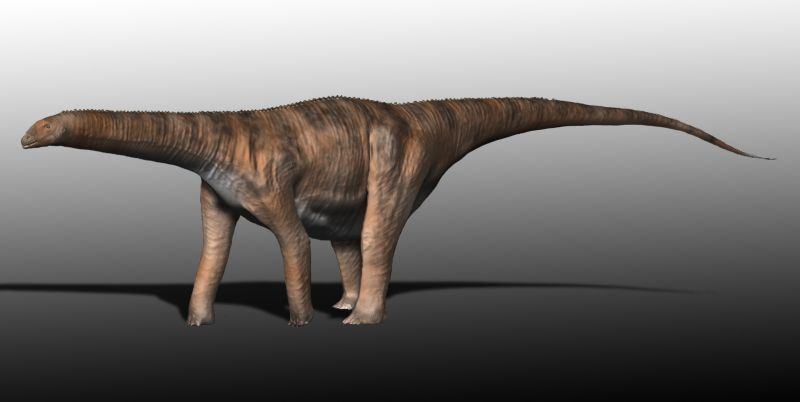
Cetiosaurus – rekonstrukce přibližného vzezření.

Jednalo se o vývojově primitivní sauropody,jejichž přesné systematické zařazerní je stále nejisté. V současnosti řadíme do této čeledi pouze dva rody, a to evropský rod Cetiosaurus a jihoamerický rod Patagosaurus (ačkoliv sem mohou patřit i některé rody sauropodů z Evropy, severní Afriky a východní Asie). Podle některých studií by do této čeledi mohli být zařazeni například všichni mamenchisauridi, kteří by v tom případě byli součástí podčeledi Mamenchisaurinae.
Jednalo se o menší sauropody. Cetiosaurus byl dlouhý asi 16 metrů a vážil kolem 11 tun, Patagosaurus dosahoval délky zhruba 15 až 16,5 metru a hmotnosti kolem 8,5 tuny. Fosilie cetiosaura známe z území Anglie a Maroka, fosilie patagosaura byly objeveny v sedimentech souvrství Cañadón Asfalto na jihu Argentiny (provincie Chubut).